# دايفيد كوتس
دايفيد كوتس (بالإنجليزية: David Coates)‏ هو اقتصادي بريطاني، ولد في 24 ديسمبر 1946، وتوفي في 7 أغسطس 2018.

## وصلات خارجية
- الموقع الرسمي